# Rubrepeira rubronigra
Rubrepeira rubronigra (Mello-Leitão, 1939) è un ragno appartenente alla famiglia Araneidae.
È l'unica specie nota del genere Rubrepeira.

## Etimologia
Il nome deriva dall'aggettivo latino ruber, rubra, rubrum, cioè rosso, a causa del colore rosso scuro vivo, e dal nome dell'ex-genere Epeira, a sua volta proveniente dal greco ἑπί, epì, cioè sopra e εῖρειν, èirein, cioè intrecciare

## Distribuzione
L'unica specie oggi nota di questo genere è stata rinvenuta nelle Americhe: gli esemplari sono stati reperiti in un areale alquanto vasto che va dal Messico al Brasile e in Guyana.

## Tassonomia
Per la determinazione delle caratteristiche del genere sono stati esaminati gli esemplari di Alpaida rubronigra (Mello-Leitão, 1939) da due lavori dell'aracnologo Levi, nel 1976 e nel 1992.
Dal 1992 non sono stati esaminati altri esemplari, né sono state descritte sottospecie al 2014.

### Sinonimi
- Rubrepeira riscoi (Archer, 1971); questo esemplare, trasferito qui dal genere Actinosoma Holmberg, 1883, è stato riconosciuto sinonimo di Rubrepeira rubronigra (Mello-Leitão, 1939) a seguito di uno studio di Levi del 1976 sulle specie allora afferenti al genere Alpaida O. P.-Cambridge, 1889[1].